# جرج کوان
جرج کوان (انگلیسی: George A. Cowan؛ ۱۵ فوریهٔ ۱۹۲۰ – ۲۰ آوریل ۲۰۱۲) شیمی‌فیزیک‌دان، نیکوکار و بازرگان اهل ایالات متحده آمریکا بود.